# Emil Dörflinger
Emil Dörflinger, né le 14 février 1882 à Bischheim et mort le 5 septembre 1963, est un coureur cycliste suisse.

## Biographie
Il termine 9e aux Six jours de New York en 1905. Il a également connu le succès en tant que coureur de tandem : en équipe avec le Français Victor Dupré, Dörflinger est resté invaincu pendant deux ans et demi.
Le 18 mai 1915, alors qu'il est représentant pour un chocolatier suisse, il est arrêté à Lörrach pour espionnage puis condamné à mort par le Conseil de guerre de Mulhouse. À la suite de l'intervention du Conseil fédéral suisse, il est gracié et condamné à la réclusion perpétuelle. Il est interné à Diez puis à Ziegenheim et libéré en août 1919.

## Palmarès

### Championnats de Suisse
- Champion de Suisse de vitesse en 1901, 1902, 1904, 1905, 1906, 1908 et 1910 (3e en 1900)

### Grands Prix
- Grand Prix de Turin : 1907